# 栃木県道127号楡木停車場線

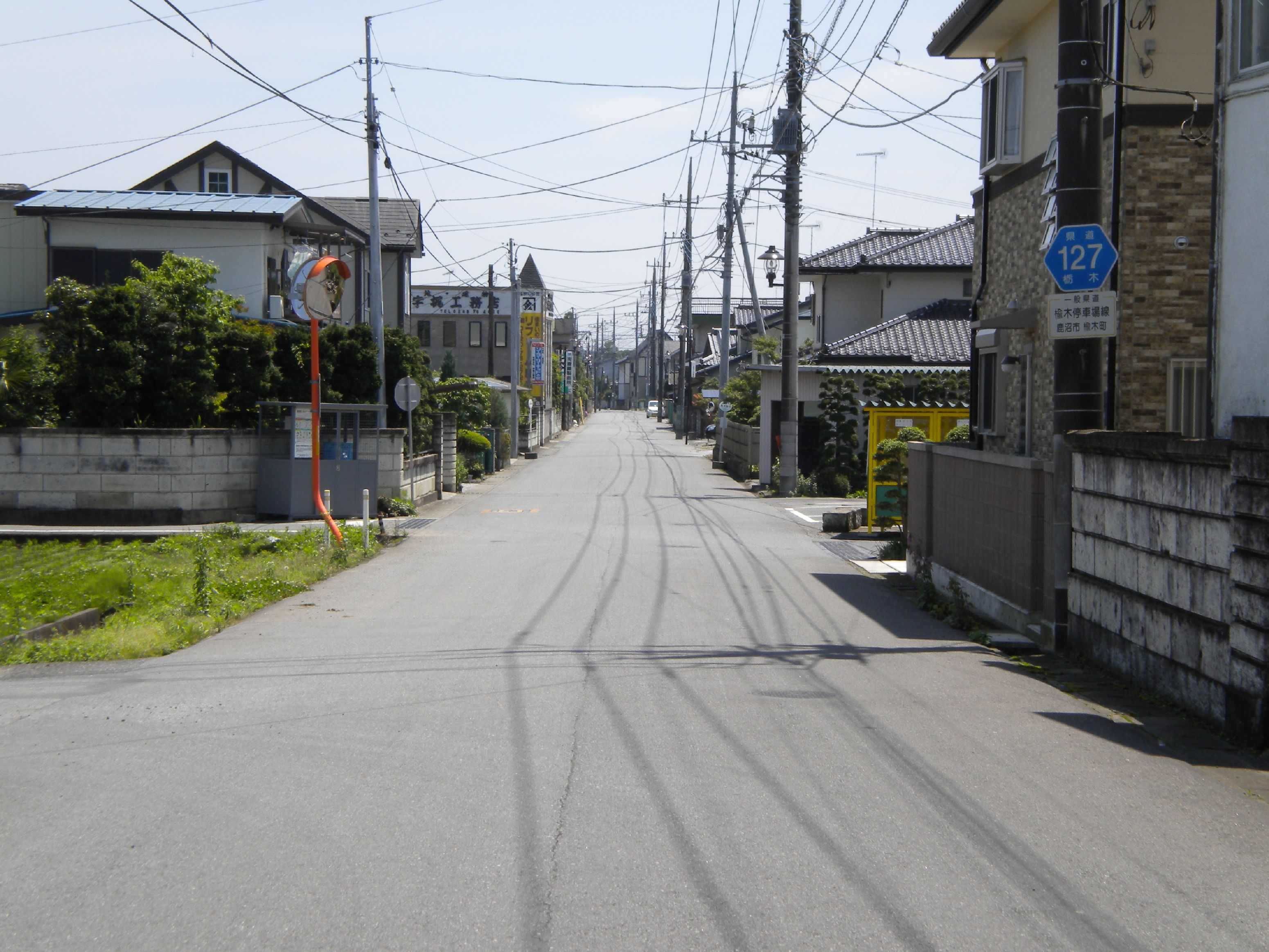
起点付近から終点方向を望む

栃木県道127号楡木停車場線（とちぎけんどう127ごう にれぎていしゃじょうせん）は、栃木県鹿沼市に位置する一般県道である。

## 概要
鹿沼市南部、南押原地区（旧南押原村）の東武楡木駅から例幣使街道までを連絡する道路である。沿線は南押原地区の中心部であり、住宅や公民館がある。例幣使街道に接続する終点の無信号交差点付近には栃木県道6号宇都宮楡木線の終点である楡木町交差点があるが、接続はクランク状になっており、直接接続はしていない。
鹿沼市民バス（リーバス）の南押原線が本路線を経由し楡木駅前まで乗り入れており、鹿沼市街地方面や南押原中学校方面まで運行される。

## 路線データ
- 総延長：0.508km
- 起点：栃木県鹿沼市楡木町（楡木停車場）
- 終点：栃木県鹿沼市楡木町（国道293号、国道352号交点）
- 認定：1961年（昭和36年）4月1日

## 沿線施設
- 東武鉄道日光線 楡木駅